# L 43-72
L 43-72 is een rode dwerg met een spectraalklasse van M4.5. De ster bevindt zich 38,07 lichtjaar van de zon.